# Газене
Газене (на английски: Draft) – във военното и гражданското корабостроене – дълбочината на потапяне на кораб или плавателен съд във водата.
Има следните видове газене:
1. Проектно или разчетно газене, или вертикалното разстояние от горната част на кила до нивото на главната водолиния, измерено на половината дължина на корпуса. В техническата документация се означава като T.
2. Проектно газене по мидъл шпангоута – разстоянието от водолинията до външната част на обшивката при кила.
3. Носово газене, измервана по носовата точка на потапяне или при носовата марка.
4. Кърмово газене, измервана по кърмовата точка на потапяне или при кърмовата марка.
5. Средно газене – средното аритметическо значение на носовото и кърмовото газене.

За измерване на газенето на корпуса на кораба се нанасят марки за потапяне. В повечето флотове тези марки се правят по вертикала от крайните точки на правата на кила до главната водолиния, от двете страни на бордовете. В англосаксонските страни (и не само у тях) единиците на марките е фут.
При съдовете с голямо газене е затруднено или невъзможно влизането в плитководни райони на морето, заливи, пристанища, а също и в устията на реките. Газенето на съда се явява мерило за неговата товароподемност. Намаляване на газенето на 200 000-тонен танкер само с 0,5 метра води до загуба от 6 000 до 8 000 тона от неговата товаровместимост.
Океаните и моретата са достатъчно дълбоки за плаване на всякакви кораби и съдове с произволни максимални размери, обаче всеки кораб или съд трябва да още да може да влиза в база или в порт с товар или в крайна сметка да застане рейд, което ограничава възможното газене на корабите и съдовето до 30 – 35 метра.

## Галерия
- Носова скала с марките за дълбочина, показваща текущото газене на кораба
- Метрична скала с марки за дълбочина
- Англосаксонска система марки за дълбочина, номерация с римски цифри
- Англосаксонска система марки за дълбочина, използвана на кърмата на клипера „Къти Сарк“ (газене: 6,7 м)
- Графична схема на размерите на кораба; размерът „d“ е газенето